# سقنقور ماری
سقنقور ماری(نام علمی: Ophiomorus) نام یک سرده از تیره سقنقور است.